# ويليام لارا
ويليام لارا هو مصارع هاوي كوبي، ولد في 17 يناير 1968.

## وصلات خارجية
- ويليام لارا على موقع قاعدة بيانات المصارعة الدولية (الإنجليزية)
- ويليام لارا على موقع أوليمبيديا (الإنجليزية)